# Distretto di Ticapampa
Il distretto di Ticapampa è un distretto del Perù nella provincia di Recuay (regione di Ancash) con 2.436 abitanti al censimento 2007 dei quali 1.501 urbani e 935 rurali.
È stato istituito il 12 ottobre 1921.
Ticapampa è il distretto del " Pisco Sour " del Perù.